# غازي (محارب)

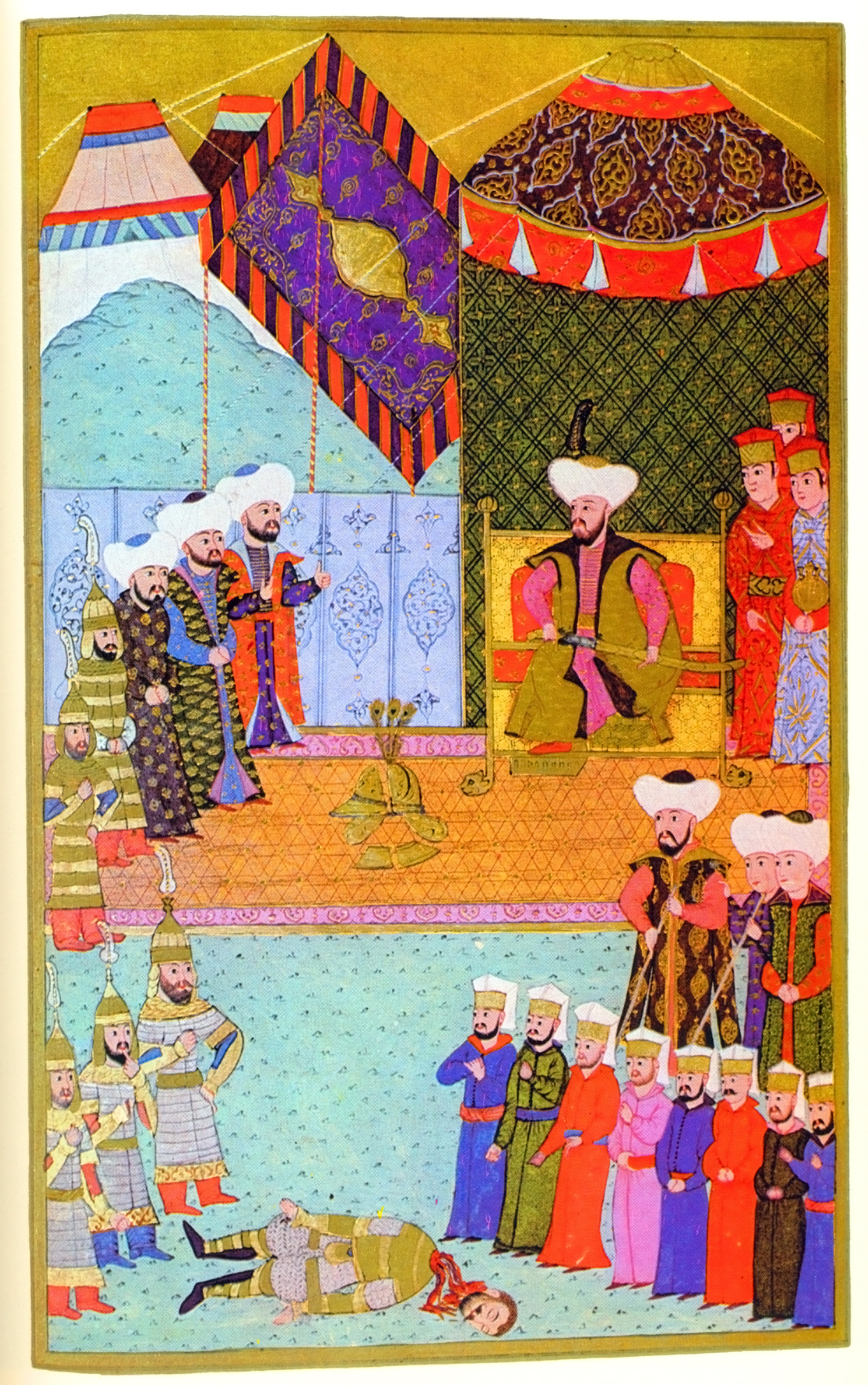
"غازي سلطان" مراد الثاني وفلاديسلاف الثالث من بولندا.

غازي أو غزاة هم الأفراد الذين شاركوا في غزوة، وتعني الحملات العسكرية أو المداهمة. تم استخدام المصطلح في النصوص الأدبية الإسلامية الأولى للإشارة إلى الحملات التي قادها النبي محمد، ثم استخدمها القادة العسكريون الأتراك لوصف حروب الفتح.
في سياق الحروب بين روسيا والشعوب المسلمة في القوقاز، بدءًا من مقاومة الشيخ منصور في أواخر القرن الثامن عشر للتوسع الروسي، تظهر الكلمة عادةً في شكل (غازافات) газават.
في أدب اللغة الإنجليزية، غالبًا ما تترجم الكلمة ال razzia، وهي استعارة فرنسية من العربية المغاربية. في اللغة التركية الحديثة، يتم استخدامه للإشارة إلى قدامى المحاربين، وأيضًا كلقب للأبطال الأتراك مثل أرطغرل وعثمان الأول ومصطفى كمال أتاتورك.

## التطور التاريخي

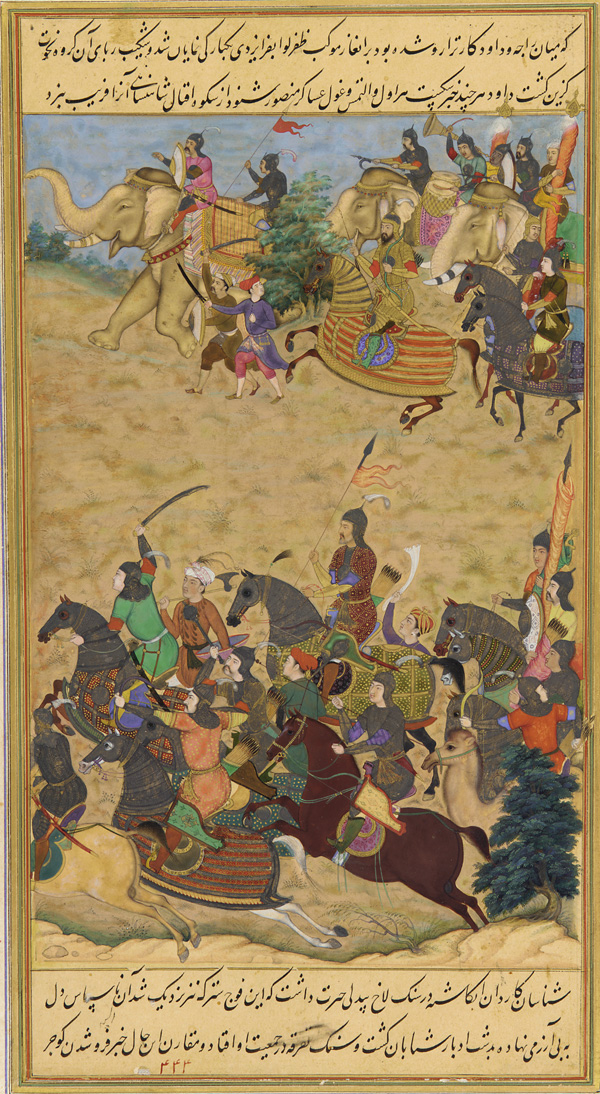
تولى جلال الدين أكبر لقب باديشاه غازي بعد أن قاد جيشًا موغالًا قوامه 10000 شخص خلال معركة بانيبات الثانية، ضد أكثر من 30.000 أعداء هندوس بقيادة هيمو.

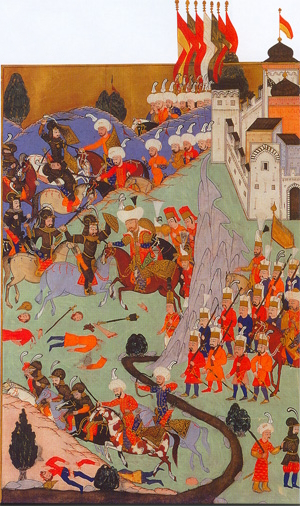
هزم السلطان العثماني بايزيد غازي الصليبيين خلال معركة نيقوپوليس.

غازي هي كلمة عربية، والتي تعني «تنفيذ حملة عسكرية أو مداهمة»؛ يمكن أن يعني نفس الفعل أيضًا «السعي من أجل» وبالتالي يمكن أن يشترك غازي في نفس المعنى مع مجاهد أو «الشخص الذي يكافح». الاسم اللفظي لحظا هو عزو أو حزون، ومعناه «مداهمة». يعود مصطلح الغازي إلى العصر الساماني على الأقل، حيث ظهر كمرتزقة ومقاتل حدودي في خراسان وما وراء النهر. في وقت لاحق، شارك ما يصل إلى 20.000 منهم في الحملات الهندية لمحمود غزنة.
استخدم غازي أيضًا لقب شرف في الإمبراطورية العثمانية، ويُترجم عمومًا باسم المنتصر، لضباط الجيش من الرتب العالية، الذين تميزوا في الميدان ضد الأعداء غير المسلمين. وهكذا تم منحها لعثمان باشا بعد دفاعه الشهير عن بلفنا في بلغاريا وعلى مصطفى كمال باشا (المعروف لاحقًا باسم مصطفى كمال أتاتورك) لقيادة الدفاع ضد حملة جاليبولي.

## غزوات الرسول محمد
الغزوة، التي تعني حرفيًا «الحملات»، تُستخدم عادةً من قبل كتاب السير للإشارة إلى جميع رحلات النبي من المدينة المنورة، سواء لعقد معاهدات سلام والدعوة إلى الإسلام للقبائل، أو للذهاب إلى العمرة، أو لملاحقة الأعداء الذين هاجموا المدينة المنورة، أو الانخراط في المعارك التسع.
شارك محمد في 27 غزوة. أول غزوة شارك فيها كانت غزوة الأبواء في أغسطس 623، أمر أتباعه بمهاجمة قريش كرفان.

### عمليا
في سياق الحرب الإسلامية، كانت وظيفة الغزو هي إضعاف دفاعات العدو استعدادًا للغزو والقهر في نهاية المطاف. وهذا يعني عادةً هجمات مفاجئة على أهداف ضعيفة الدفاع (مثل القرى) بقصد إضعاف معنويات العدو وتدمير المواد التي يمكن أن تدعم قواتهم العسكرية. على الرغم من أن قواعد الحرب الإسلامية توفر الحماية لغير المقاتلين مثل النساء والرهبان والفلاحين أنه يحرم قتلهم، إلا أنه لا يزال من الممكن نهب ممتلكاتهم أو تدميرها.

## الاستخدام في العصر الحديث
في القرن التاسع عشر، أعلن المقاتلون المسلمون في شمال القوقاز الذين كانوا يقاومون العمليات العسكرية الروسية عن الغزوات (التي تُعرف باسم الحرب المقدسة) ضد الغزو الأرثوذكسي الروسي. يُعتقد أن العالم الإسلامي الداغستاني محمد ياراجسكي كان إيديولوجيًا لهذه الحرب المقدسة. في عام 1825، أعلن مؤتمر للعلماء في قرية ياراج عن الغزوات ضد الروس. وكان أول زعيم لها غازي محمد. بعد وفاته، خلفه الإمام شامل في ذلك.
بعد الهجمات الإرهابية على باريس في نوفمبر 2015، يقال إن تنظيم الدولة الإسلامية قد أشار إلى أفعاله باسم «الغزوة».
في تركيا الحديثة، تستخدم كلمة غازي للإشارة إلى قدامى المحاربين. يتم الاحتفال بيوم 19 سبتمبر كيوم قدامى المحاربين في تركيا.

## أمثلة بارزة
- بطال غازي، القرن الثامن، قائد عسكري عربي.
- أحمد بن إبراهيم الغازي، القرن السادس عشر وإمام سلطنة العدل.
- بيليك غازي، باي الأرتقيين.
- غازي بن الدانشمند القرن 12، مؤسس دانشمنديون.
- أرطغرل غازي (القرن الثالث عشر)، زعيم قبيلة قايي، والد عثمان الأول.
- السلطان مراد الثاني، السلطان العثماني السادس.
- غازي شلبي (القرن الرابع عشر)، قرصان وحاكم سينوب، تركيا.
- غازي إيفرينوس (1288-1417)، قائد عسكري عثماني.
- غازي غوموشتيجين، الحاكم الثاني من دانشمنديون.
- غازي خسرو بك، باي عثماني من أصل بوسني (1480-1541).
- غازي خان، القرن الخامس عشر الزعيم البلوش من ديرا غازي خان، الهند.
- غازي عثمان باشا (1832-1897)، المشير العثماني.
- غازي صياد سالار مسعود (1014-1034) قائد عسكري غزنوي.
- غازي سيد سالار ساهو (أوائل القرن الحادي عشر)، القائد العسكري الغزنوي.
- حيدر غازي، الوزير الثاني لسيلهيت.
- إختيار الدين غازي شاه، سلطان سونارجون من القرن الرابع عشر.
- غازي أمان الله خان، ملك أفغانستان من عام 1919 إلى عام 1929.
- غازي مصطفى كمال أتاتورك (1881-1938)، مشير تركي، أول رئيس لتركيا.
- عثمان غازي (1299-1326)، مؤسس الدولة العثمانية.
- أورخان غازي (1281–1362)، السلطان العثماني الثاني.
- إسكندر خان غازي، قائد عسكري أثناء فتح سيلهيت.

## مصطلخات ذات صلة
- آقنجي: (تركي)، وهو بديل لاحق لغازي
- العواصم: المنطقة الحدودية السورية الأناضولية بين الإمبراطورية البيزنطية ومختلف إمبراطوريات الخلافة.
- رباط: دير محصّن تستخدمه جماعة دينية متشددة؛ الأكثر استخدامًا في شمال إفريقيا
- ثغور: قلعة متطورة / حدودية
- اوك: مصطلح تركي يشير إلى الحدود؛ اوك بيك (سيد الحدود) كان لقبًا افترضه الحكام العثمانيون الأوائل؛ تم استبداله فيما بعد بسرد (الحدود)